# Gryon fuscum
Gryon fuscum är en stekelart som beskrevs av Kononova 2001. Gryon fuscum ingår i släktet Gryon och familjen Scelionidae. Inga underarter finns listade i Catalogue of Life.